# Lois Maxwell
Lois Maxwell (Kitchener, Ontario, Canadá, 14 de febrero de 1927 - Perth, Australia, 29 de septiembre de 2007) fue una actriz de cine canadiense ganadora del Globo de Oro de 1948 en la categoría "Nueva estrella del año". Fue la primera Miss Moneypenny de las películas del agente James Bond, de las cuales participó en catorce de ellas. Es considerada por sus admiradores como la auténtica Miss Moneypenny.

## Biografía y carrera profesional
Hija de un profesor y una enfermera, abandonó su hogar a la edad de 15 años para enrolarse en el Royal Canadian Army durante la Segunda Guerra Mundial.
Sirviendo con el grado de soldado, rápidamente pasó a formar parte del Cuerpo de Entretenimiento del Ejército, presentándose en números musicales y de baile a través de Europa. Su verdadera edad quedó en evidencia cuando su unidad visitó Londres. Para evitar la deportación de regreso a Canadá, se inscribió en la Royal Academy of Dramatic Arts (RADA) (Real Academia de Arte Dramático).
A la edad de 20 años decidió viajar a Hollywood donde pronto consiguió trabajo, ganando el premio Globo de Oro por su interpretación en la comedia de Shirley Temple That Hagen Girl, en 1948, participando también en una edición fotográfica de la revista Life junto a otra prometedora actriz, Marilyn Monroe.
Participó en algunas películas y series de televisión hasta 1950, cuando decidió mudarse a Roma para continuar su carrera cinematográfica.
Durante un viaje a París conoció a Peter Marriott, un ejecutivo de televisión, con quien se casó en 1957 mudándose a vivir a Londres. Allí nacieron sus dos hijos, Melinda (n.1958) y Cristian (n.1959).
Durante la década de 1960, apareció en muchas series de televisión y películas tanto en el Reino Unido como en Canadá. Actuó en algunos capítulos de la serie El Santo junto a Roger Moore, que había sido su compañero en la Royal Academy of Dramatic Arts en 1944 y que sería su amigo de por vida.
En 1962 obtuvo el rol de Miss Moneypenny en la primera película de James Bond de Eon Productions, Dr. No, continuando sus apariciones hasta 1985 en En la mira de los asesinos/Panorama para matar (A View to a Kill). El rol fue continuado por Caroline Bliss (1987-1989), Samantha Bond (1995-2002) y Naomie Harris (2012-2021). Otras actrices también interpretaría el papel fuera de Eon, como Barbara Bouchet (Casino Royale') (1967) y Pamela Salem (Nunca digas nunca jamás) (1983).
En 1973 falleció su marido, afectado por un ataque cardíaco, y decidió mudarse a Toronto, Canadá, donde trabajó en el periódico Toronto Sun y en el ramo de negocios textil.
Regresó al Reino Unido en 1994 para vivir cercana a su hija, retirándose a una casa campestre en Frome, Somerset.
Unos años más tarde fue diagnosticada de cáncer colorrectal e intervenida quirúrgicamente en 2001. Una vez recuperada decidió viajar a Australia, junto a la familia de su hijo, en Perth. Vivió allí hasta su muerte en el Hospital Fremantle, el 29 de septiembre de 2007, a los ochenta años de edad.

## Apariciones en las películas de James Bond
- A View to a Kill (1985) con Roger Moore.
- Octopussy (1983) con Roger Moore.
- For Your Eyes Only (1981) con Roger Moore.
- Moonraker (1979) con Roger Moore.
- The Spy Who Loved Me (1977) con Roger Moore.
- The Man with the Golden Gun (1974) con Roger Moore.
- Live and Let Die (1973) con Roger Moore.
- Diamonds Are Forever (1971) con Sean Connery.
- On Her Majesty's Secret Service (1969) con George Lazenby.
- You Only Live Twice (1967) con Sean Connery.
- Thunderball (1965) con Sean Connery.
- Goldfinger (1964) con Sean Connery.
- Desde Rusia con amor (1963) con Sean Connery.
- Dr. No (1962) con Sean Connery.

## Filmografía seleccionada
- A Matter of Life and Death (1946) con Kevin Shirley.
- Time Without Pity (1957) con Michael Redgrave.
- Lolita (1962) con James Mason.
- The Haunting (1963) con Richard Johnson.